# Naissance hors mariage

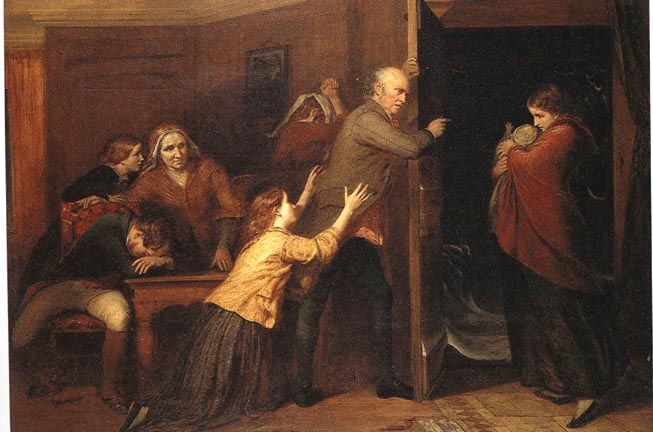
Le tableau The Outcast de Richard Redgrave en 1851 représente un père chassant sa fille du foyer avec son enfant né hors mariage.

Une naissance hors mariage est la naissance d'un enfant dont les parents ne sont pas mariés l'un à l'autre. Il peut s'agir d'un enfant adultérin ou d'un enfant naturel. 

## Démographie
En démographie, on mesure parfois le taux de naissances hors mariage d'une société donnée. Ainsi, on observait à la fin du XXe siècle en Europe des différences très importantes : de 4% en Grèce à 60 % en Islande. En France, le taux de naissances hors mariage est de près de 59,5 % en 2017, 59,7 % en 2019, et 63,8 % en 2022, le taux le plus élevé d'Europe.